# Кабраш (Азорские острова)
Кабра́ш (порт. Ilhéus das Cabras) — группа островов в составе Азорского архипелага.

## География
Включает 2 острова — Большой и Малый. Расположены на расстоянии около 1 км к югу от небольшой деревни Фетейра.
Острова включены в охранную зону из-за своей природной важности. Они занимают общую площадь 29 га. Высота Малого острова 84 м, Большого — 147 м. Это крупнейшие острова архипелага, вулканические базальтовые лавы которых вступили в контакт с водой, формируя прибрежные вулканические конусы, к настоящему моменту сильно изменённые прибрежной эрозией.

## Фауна
На Кабраше обитает несколько видов птиц. Здесь гнездятся речная крачка (Sterna hirundo), представители рода Calonectris, розовая крачка (Sterna dougallii), Pilherodius pileatus и некоторые чайковые (Laridae).

## Туризм
Доступ к островам затруднён. В летнее время осуществляются экскурсии на судах для тех, кто желает посетить природоохранную зону.